# Franciszek Anioł
Franciszek Anioł (ur. 20 stycznia 1885 w Załężu, zm. 21 grudnia 1910 w Mysłowicach) – polski urzędnik, działacz narodowy na Górnym Śląsku.

## Życiorys
Franciszek Anioł urodził się w Załężu (obecnie część Katowic) 20 stycznia 1885 roku. Odbył służbę wojskową w Armii Cesarstwa Niemieckiego, z której powrócił w 1908 roku. Należał do Towarzystwa Gimnastycznego Sokół w Katowicach. Uczestniczył w Zlocie Sokolstwa w Krakowie z okazji 500-lecia bitwy pod Grunwaldem w 1910 roku. Piastował funkcję naczelnika Wydziału Okręgowego Związku Sokołów Polskich w Państwie Niemieckim w Katowicach. Był współzałożycielem Towarzystwa Śpiewaczego „Halka”. Został zastrzelony podczas napadu na kantor Makowskiego w Mysłowicach, w którym był zatrudniony, 21 grudnia 1910 roku. Pogrzeb odbył się 26 grudnia w Załężu. Ciało wystawiono w załęskim domu związkowym. Przy trumnie straż honorową pełnili umundurowani członkowie Towarzystwa „Sokół”. Ceremonię uświetniły pieśni w wykonaniu Towarzystwa Śpiewaczego „Lira” z Bogucic. Anioł został pochowany na cmentarzu w Załężu. Ceremonia zgromadziła 5000 osób.
O zabicie Franciszka Anioła zostali oskarżeni trzej mężczyźni: Franciszek Adam Liss, dwudziestopięcioletni ślusarz rodem z Zaborza w Królestwie Polskim, Sucholewski (bądź Sikorski) z Królestwa Polskiego oraz nieznany z imienia i nazwiska „Julka”, przybyły ze Stanów Zjednoczonych. Za ich pochwycenie wyznaczono nagrodę 1000 marek. Sikorski miał wcześniej znajdować się w krakowskim areszcie za kradzieże. W drugiej połowie stycznia 1911 roku nagrodę podwyższono do 3000 marek.

## Upamiętnienie
Po II wojnie światowej imieniem Franciszka Anioła nazwano jedną z ulic katowickiego Załęża.